# 耶齐·比埃尔
耶齐·普尔·比埃尔（英語：Yiech Pur Biel，1995年—），南苏丹难民田径运动员，曾居于肯尼亚，现定居于美国，曾作为难民代表团运动员参加2016年夏季奥林匹克运动会田径男子800米比赛。现任国际奥林匹克委员会委员、联合国难民署亲善大使。

## 早年经历
耶齐·普尔·比埃尔1995年生于苏丹南部（今南苏丹共和国）纳西尔附近村庄的一个努爾人家庭中。他的童年时值第二次苏丹内战，其所居住的村庄多次遭受苏丹政府军袭击。2005年，时年10岁的比埃尔与母亲和三个弟弟离开家乡、成为难民，后与家人失散，最终独自在肯尼亚卡庫馬难民营寻求庇护，在当地生活了10年。

## 体育和社会活动

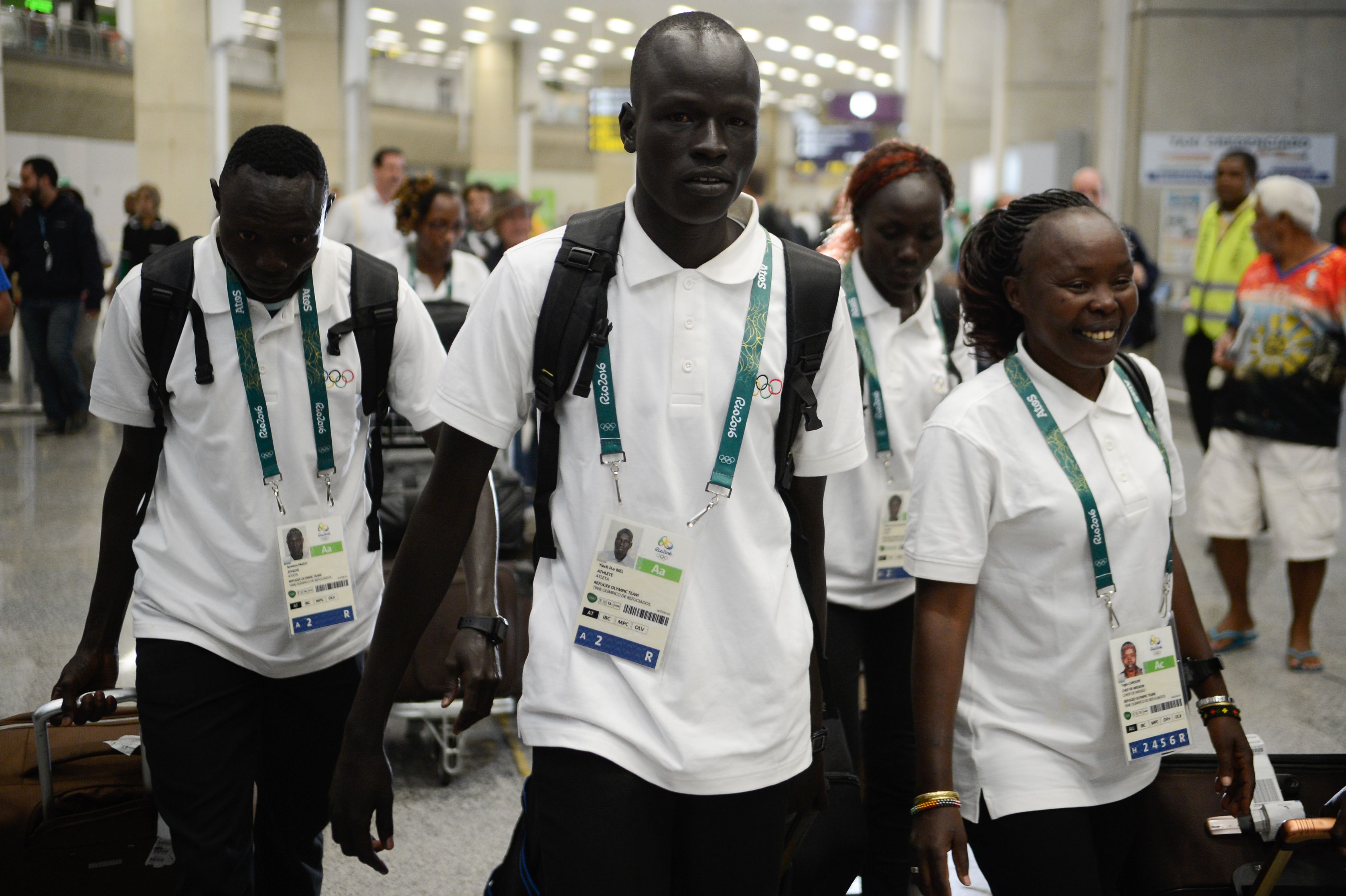
2016年7月29日，比埃尔（居中）与难民代表团团长洛鲁佩（右）及其他人员等抵达里约热内卢

2015年，比埃尔参与了由肯尼亚前田径运动员泰格拉·洛鲁佩及其基金会在卡库马难民营举办的计时选拔赛，并开始在其支持和指导下接受专业田径训练。比埃尔此前在难民营经常参与足球运动，但从未接触过职业田径运动，也没有跑鞋。2016年，他与其他4名来自卡库马难民营的南苏丹难民一同入选由国际奥委会和联合国难民署共同发起组建的奥林匹克运动会难民代表团，参加2016年里约奥运会。2016年8月12日，他登上里约奥运会赛场，在男子800米预赛第4组出赛，以1:54.67的成绩完赛，排名同组第8位，未能晋级半决赛。
里约奥运会以来，比埃尔以运动员和难民权益倡导者的身份，在联合国难民署的若干次活动及在卡库马难民营举办的TEDx活动等场合发表演讲。2017年，奥林匹克难民基金会成立，他担任董事会成员。2020年8月，他被任命为联合国难民署亲善大使。2021年，他担任2020年东京奥运会难民代表团领队。2022年2月，他被选举为国际奥林匹克委员会委员，成为首位以联合国难民署认可难民身份担任国际奥委会委员的人士。
2019年，比埃尔在国际奥委会支持下入读美国艾奥瓦中央社区学院。2021年，在美国德雷克大学国际关系专业继续接受教育；2023年毕业，获学士学位。

## 成绩
| 年             | 賽事                 | 舉辦城市             | 名次                         | 項目           | 記錄           |
| 代表难民运动员 | 代表难民运动员       | 代表难民运动员       | 代表难民运动员               | 代表难民运动员 | 代表难民运动员 |
| -------------- | -------------------- | -------------------- | ---------------------------- | -------------- | -------------- |
| 2016           | 夏季奥林匹克运动会   | 巴西里约热内卢       | 第8名（预赛；总排位第54名）  | 800米          | 1:54.67        |
| 2017           | 亞洲室內暨武藝運動會 | 土库曼斯坦阿什哈巴德 | 第5名（半决赛）              | 800米          | 1:56.53        |
| 2018           | 非洲田径锦标赛       | 尼日利亚阿薩巴       | 第10名（预赛；总排位第31名） | 800米          | 1:53.20        |